# Spathobathis
Spathobathis är ett utdött släkte av rockor från juraperioden i Europa.
Spathobathis hade en kropp som liknar dagens hajrockor, den var mycket bred och platt vilket gjorde den anpassad för havsbottnen. Trots att den är en av de tidigaste fossilen av rockor, så är den mycket lik dagens rockor. Tex dess ögon och spirakelöppningarna befinner sig ovanpå huvudet, dess mun och gälar befinner sig på undersidan av kroppen. och bröstfenorna har expanderade enormt för att kunna simma. .
Utmärkande egenskaper hos Spathobathis innefattar tillplattade tänder, anpassade för att äta skaldjur, och ett långsträckt tryne som antagligen användes till att söka efter mat på sandbottnen.